# Marie Ferranti
Marie Ferranti, född 1962 på Korsika, är en fransk författare. Hon bor och arbetar i Saint-Florent, Haute-Corse (norra Korsika).
Flera av Marie Ferrantis romaner har blivit kritikerrosade och några har genererat utmärkelser, bland annat har hon tilldelats Grand prix du roman de l'Académie française för sin bok La Princesse de Mantoue. Hon upptäcktes av Pascal Quignard på bokförlaget Gallimard.